# Aclytia astigma
Aclytia astigma là một loài bướm đêm thuộc phân họ Arctiinae, họ Erebidae.